# Stalachtis duvalii
Stalachtis duvalii är en fjärilsart som beskrevs av Perty 1830/34. Stalachtis duvalii ingår i släktet Stalachtis och familjen juvelvingar. Inga underarter finns listade i Catalogue of Life.